# Камашинський район
Камашинський район (узб. Қамаши тумани, Qamashi tumani) — район у Кашкадар'їнській області Узбекистану. Розташований на сході області. Утворений 29 вересня 1937 року. Центр — місто Камаші.

## Населені пункти
- Бадахшан